# Maison de Talleyrand-Périgord
 (janvier 2016).
Si vous disposez d'ouvrages ou d'articles de référence ou si vous connaissez des sites web de qualité traitant du thème abordé ici, merci de compléter l'article en donnant les références utiles à sa vérifiabilité et en les liant à la section « Notes et références ».
La famille de Talleyrand-Périgord, anciennement famille de Grignols, est une famille éteinte de la noblesse française d'extraction chevaleresque, originaire du Périgord.
Illustrée par Charles-Maurice de Talleyrand-Périgord (1754-1838), évêque d'Autun, homme d'État et diplomate français. Elle s'est éteinte en 1968 en ligne masculine et en 2003 en ligne féminine. La famille de Pourtalès a relevé le nom par adjonction en 2005.

## Historique
La famille de Talleyrand-Périgord revendiquait être, par la famille de Grignols, une branche cadette de la famille des comtes de Périgord, descendants de Boson Ier, comte de la Marche et de Périgord.
D'après la généalogie revendiquée, Boson, seigneur de Grignols, est confirmé comme vassal du comte de Périgord en 1226. Les descendants de Boson utilisent des noms personnels fréquents dans la famille des comtes de Périgord, tels que Hélie et Boson. À partir du début du XIVe siècle, le surnom de Talleyrand est utilisé comme nom de lignage. C'est là aussi un surnom attribué à de nombreux comtes de Périgord depuis Guillaume III de Périgord au début du XIIe siècle.
Cette revendication des Talleyrand à descendre des comtes de Périgord est reconnue dans les lettres patentes accordées le 6 septembre 1613 à Daniel de Talleyrand, prince de Chalais, † 1618, 1er comte de Grignols et 1er marquis d'Excideuil,. Plus tard, Gabriel de Talleyrand (1726-1795), comte de Grignols, commence à utiliser le nom de Talleyrand-Périgord vers 1750.
Cette ascendance est toutefois contestée (principalement la parenté des Grignols avec les Périgord), notamment par Louis Pierre d'Hozier et Bernard Chérin, généalogistes des ordres du roi. Cette contestation refait surface à la fin du XVIIIe et surtout au début du XIXe siècle, soulevée notamment par des pamphlétaires hostiles au prince de Talleyrand.
Raoul de Warren écrit quant à ce rattachement de la famille de Grignols aux anciens comtes de Périgord : « Toutefois, ce point de jonction n’est pas parfaitement établi et ce rattachement est indiqué de façon contradictoire dans les différents auteurs et dans les documents du Cabinet des titres. ».
Emmanuel de Waresquiel parle lui de « supercherie généalogique » pour qualifier cette prétention généalogique et cite ce mot de Louis XVIII à propos de son ministre des Affaires étrangères :  « M. de Talleyrand ne se trompe que d’une lettre dans ses prétentions ; il est du Périgord et non de Périgord. »
La filiation suivie de la famille de Talleyrand remonte à Boson seigneur de Grignols, trouvé en 1245 et qui fut le père de Hélie seigneur de Grignols, damoiseau, trouvé en 1280 et marié à Agnès, dame de Chalais.
La famille de Talleyrand a formé plusieurs branches et s'est éteinte :
- En 1968 en ligne masculine, avec Hélie de Talleyrand-Périgord (1882-1968), 7e et dernier duc de Talleyrand, dernier duc de Dino et de Sagan, sans postérité de son mariage en 1938 avec Lela Emery[1]. À sa mort, sa sœur Félicie de Talleyrand-Périgord  (1878-1981), se déclara « duchesse de Dino » (titre irrégulier). En 1972, son fils aîné, Don Manuel de Andia y Talleyrand-Périgord, marquis de Vilahermosa († 2005), prit également le titre de « duc de Dino » (il aurait obtenu en 1975 une « confirmation » de ce titre de la part de l'ex-roi d'Italie, Umberto II, mais celle-ci est dépourvue de valeur légale, venant d'un prétendant non régnant).
- En 2003 en ligne féminine, avec Violette de Talleyrand-Périgord, qui prit le titre de courtoisie de « duchesse de Sagan » après la mort du dernier duc de Sagan, cousin issu de germain de son père[7]. Mariée en 1937 à James de Pourtalès (divorcée en 1969) et en 1969 à Gaston Palewski[8], elle meurt en 2003, dernière de la maison de Talleyrand-Périgord.

Le nom « de Talleyrand-Périgord » a été relevé en 2005 par Hélie de Pourtalès (fils de James de Pourtalès et de Violette de Talleyrand-Périgord), autorisé par décret du 13 octobre 2005 à ajouter à son nom patronymique celui de Talleyrand-Périgord, afin de s'appeler « de Pourtalès de Talleyrand-Périgord »,.

## Personnalités
- Hélie de Talleyrand (1301-1364), cardinal ;
- Henri de Talleyrand-Périgord, comte de Chalais ;
- Alexandre Angélique de Talleyrand-Périgord, cardinal ;
- Charles-Maurice de Talleyrand-Périgord (1754-1838), évêque, diplomate et homme politique;
- Boson de Talleyrand-Périgord, qui inspira Marcel Proust dans À la recherche du temps perdu.
- Hélie de Talleyrand-Périgord (1859-1937), qui épousa Anna Gould, divorcée de Boni de Castellane. Son petit-fils, Hélie de Pourtalès a été autorisé à relever le nom de Talleyrand par décret du Conseil d'État de la République française.
- Hélie (qu'il transforma en Hely) de Talleyrand-Périgord, né à Florence en 1882 et mort à Rome en 1968. 7e et dernier duc de Talleyrand, 7e  et dernier duc de Dino (1952), dernier duc de Sagan (1952). Sans postérité de son mariage en 1938 avec Lela Emery, il fut le dernier mâle de sa maison[1]. Ce dernier, arrière-arrière-petit neveu du diplomate, est un aristocrate cosmopolite et « curieux » comme son oncle le marquis de Biron, collectionneur de dessins français et vénitiens, à qui il dut sa formation artistique et dont il hérita les œuvres qui formèrent le noyau de sa collection de dessins comprenant entre autres des Tiepolo et des Guardi. Il réunit de rares et précieux tableaux, meubles (de Migeon II, Sené, Jacob) et céramiques (faïences de Castelli, porcelaines de Hochst, Meissen). Connaisseur renommé, il devint le conseiller artistique des membres du Gotha et de grands financiers américains. En 2002, soit 34 ans après sa mort sans descendance, Christie's vendit aux enchères publiques certains de ses dessins italiens et de ses céramiques européennes, et le 26 novembre 2005 fut vendue le reste de sa collection, détenue depuis 1968 par son neveu et légataire universel, don Manuel Gonzalez de Andia y Talleyrand-Périgord, marquis de Villahermosa, comprenant entre autres objets une statuette du « prince immobile » (E. de Waresquiel) en plâtre - première moitié du XIXe siècle[11]. Le duc avait acquis de la romancière américaine Edith Wharton la Folie des demoiselles Colombe à Saint-Brice-sous-Forêt, près de Montmorency, ayant appartenu au début du XIXe siècle à Charles Maurice Prince de Talleyrand. Le duc Hely la restaura et y « disposa une magnifique collection de meubles, de portraits et de souvenirs de famille » dont une série d' objets rares et de curiosité[12].

## Filiation

### Des origines à la séparation en deux branches (XIIIe–XVIIesiècle)
- Boson, seigneur de Grignols, mort avant 1251, épouse Marguerite.
  - Hélie Talleyrand, seigneur de Grignols, mort après 1321, épouse Agnès, dame de Chalais[13].
    - Raymond Talleyrand, seigneur de Grignols et de Chalais, mort après 1326, épouse Marguerite de Beynac[13].
      - Boson Talleyrand, seigneur de Grignols et de Chalais, mort après 1363[13].
        - Hélie Talleyrand, seigneur de Grignols et de Chalais, mort après 1400, épouse Assalide de Pomiers, vicomtesse de Fronsac[13].
          - François de Talleyrand, vicomte de Fronsac, seigneur de Grignols et de Chalais, épouse Marie de Brébéant, fille de l'amiral Clinet de Bréban et Marie de Namur[13].
            - Charles de Talleyrand, prince de Chalais (titre assumé sans confirmation royale), vicomte de Fronsac, seigneur de Grignols, mort après 1468, épouse Marie de Tranchelyon-Palluau[13].
              - Jean de Talleyrand, prince de Chalais, vicomte de Fronsac, seigneur de Grignols, mort après 1508, épouse Marguerite, fille des vicomtes de Turenne Agnet IV de La Tour et Jeanne de Beaufort[13].
                - François de Talleyrand, prince de Chalais, vicomte de Fronsac, seigneur de Grignols, épouse Gabrielle de Salignac[13].
                  - Julien de Talleyrand, prince de Chalais, seigneur de Grignols, mort après 1564, épouse Jacquette de La Touche[13].
                    - Catherine de Talleyrand épouse avant 1548 François de Carle.
                    - Daniel de Talleyrand, prince de Chalais, 1er marquis d'Excideuil et comte de Grignols en 1613, mort avant 1618, épouse Jeanne-Françoise, fille de Blaise de Monluc, dame d'Excideuil, de Mareuil, de Beauville[13] : souche de tous les tableaux généalogiques qui suivent.
                    - Françoise de Talleyrand épouse Arnaud de la Barde.

                  - Anne de Talleyrand épouse Hélie de La Touche.
                  - Catherine de Talleyrand épouse en 1538 Hélie de Calvimont, frère puîné de Jean III ci-dessous[13].

                - Claire de Talleyrand épouse en 1501 Jean de Beaupoil de La Force.
                - Louis de Talleyrand, seigneur de Pilhac (sans doute Pillac et St-Séverin) et de Campagne, épouse en 1517 Antoinette de Beaupoil de La Force, puis en 1550 Jeanne d'Albret.
                  - Marguerite de Talleyrand, du premier mariage, épouse Louis Goulard.
                  - Claude de Talleyrand († 1613), du premier mariage, épouse en 1555 Alain de Ferrou († 1607)
                  - Anet de Talleyrand, du second mariage, épouse Charlotte de Boves
                    - Françoise de Talleyrand
                    - Geoffroi-Antoine de Talleyrand épouse Madeline de Bures.

                - Hélie de Talleyrand.
                - Claude de Talleyrand' épouse en 1506 Jacques Foucauld de Saint-Germain-Beaupré[13].
                - Geoffroi de Talleyrand, dit le comte de Grignols, épouse en 1518 Marie de Tizon.
                - Louis de Talleyrand.
                - Marguerite de Talleyrand épouse en 1522 Jean III de Calvimont[13].

        - Boson de Grignols, mort après 1407[13].

### La première branche aînée (princes de Chalais)
- Daniel de Talleyrand († mars 1618), prince de Chalais, 1er marquis d'Excideuil et comte de Grignols en 1613, épouse en 1587 Jeanne-Françoise, fille de Blaise de Montluc, dame d'Excideuil, de Mareuil, de Beauville[13].
  - Charles de Talleyrand, prince de Chalais, marquis d'Excideuil, baron de Mareuil, épouse en 1637 Charlotte fille du vicomte Philibert de Pompadour[13].
    - Adrien-Blaise de Talleyrand (v. 1638 - 1670), prince de Chalais, marquis d'Excideuil, baron de Mareuil, épouse Marie-Anne de La Trémoille-Noirmoutier[13].
    - Pierre de Talleyrand.
    - Jean de Talleyrand (1640 - mars 1731), prince de Chalais, marquis d'Excideuil, baron de Mareuil, épouse Julie de Pompadour-Laurière[13].
      - Louis-Jean-Charles de Talleyrand (1677-26 mars 1757), prince de Chalais, grand d'Espagne, marquis d'Excideuil, baron de Mareuil, épouse Marie-Françoise, veuve de Michel II Chamillart, fille de Louis duc de Rochechouart de Mortemart et Marie-Anne Colbert[13].
        - Philippe de Talleyrand-Périgord (22 septembre 1724), mort en bas âge.
        - Marie-Françoise de Talleyrand-Périgord (10 août 1727 - 22 mai 1775), princesse de Chalais, grande d'Espagne, marquise d'Excideuil, baronne de Mareuil, épouse en 1743 Gabriel-Marie de Talleyrand-Périgord[13].

  - André de Talleyrand, comte de Grignols, baron de Beauville, mort après 1663, épouse Marie de Courbon-Blénac[13].
  - Henri de Talleyrand, dit le comte de Chalais, mort en 1626, épouse Charlotte de Castille, petite-fille du président Jeannin et veuve de Charles de Chabot-Charny[13].
    - Philippe-Charlotte de Talleyrand, morte en 1692.

  - Léonore de Talleyrand épouse Henri de Beaupoil de Saint-Aulaire, puis François de Cosnac[13].

### La première branche cadette (comtes de Grignols)
- Daniel de Talleyrand, prince de Chalais, 1er marquis d'Excideuil et comte de Grignols en 1613, mort avant 1618, épouse Jeanne-Françoise, fille de Blaise de Montluc, dame d'Excideuil, de Mareuil, de Beauville[13].
  - Charles de Talleyrand, prince de Chalais, marquis d'Excideuil, baron de Mareuil, mort après 1637, épouse Charlotte de Pompadour[13].
  - André de Talleyrand, comte de Grignols, baron de Beauville, mort après 1663, épouse Marie de Courbon-Blénac[13].
    - Adrien de Talleyrand, comte de Grignols, baron de Beauville, mort après 1668, épouse Jeanne Jaubert de Saint-Gelais[13].
      - Gabriel de Talleyrand, comte de Grignols, baron de Beauville, mort en 1737, épouse Marguerite de Taillefer dame de Mauriac[13].
        - Daniel-Marie Anne de Talleyrand-Périgord, dit le marquis de Talleyrand, comte de Grignols, baron de Beauville (août 1706 - 9 mai 1745 à Tournai), commandeur de l'Ordre royal et militaire de Saint-Louis (1740)[14], épouse en 1725 Marie Guyonne de Rochefort-Théobon, puis en 1732 Marie-Elisabeth Chamillart de Cany (8 février 1713 - 28 novembre 1788), fille de Michel II Chamillart et Marie-Françoise de Rochechouart-Mortemart, petite-fille de Michel Chamillart, de Louis duc de Rochechouart-Mortemart et de Marie-Anne Colbert
          - Gabriel-Marie de Talleyrand-Périgord, comte de Périgord et de Grignols, baron de Beauville (1726-1795), seul enfant du premier mariage de son père, épouse Marie-Françoise de Talleyrand-Périgord princesse de Chalais (voir : La première branche aînée).
          - Charles-Daniel de Talleyrand-Périgord, dit le comte de Talleyrand (1734-1788), marié à Alexandrine Victoire Eléonore de Damas d'Antigny (1728-1809) (Parents du ministre Charles-Maurice ; voir : La deuxième branche cadette (comtes et ducs de Talleyrand))
          - Augustin Louis de Talleyrand-Périgord, dit le vicomte de Talleyrand (1735-1799), colonel au régiment des Grenadiers de France (1761-1771) puis au régiment provincial de Périgueux, marié le 29 mai 1787 avec Marie Charlotte Justine de Messey, veuve de  Charles Joseph Patissier de Bussy marquis de Castelnau.
          - Alexandre-Angélique de Talleyrand-Périgord (1736-1821), cardinal, archevêque de Reims, puis de Paris.
          - Louis-Marie de Talleyrand-Périgord, dit le baron de Talleyrand (1738-1799) ; Voir : La troisième branche cadette.
          - Marie Elisabeth de Talleyrand-Périgord (1733-1812), mariée le 20 février 1750 avec Jacques Charles de Chabannes, marquis de Curton.

        - Jean de Talleyrand-Périgord († 1786) épouse en 1746 Catherine Olivier de La Salle.

    - Blaise de Talleyrand († 1674) épouse Suzanne Jaubert de Saint-Gelais.
    - Daniel de Talleyrand.
    - François de Talleyrand.
    - Jeanne-Marie de Talleyrand († 1682) épouse en 1657 Gabriel de Beaupoil de Saint-Aulaire (1636-1683).

  - Henri de Talleyrand, dit le comte de Chalais, mort en 1626, épouse Charlotte de Castille[13].
  - Léonore de Talleyrand épouse Henri de Beaupoil de Saint-Aulaire, puis François de Cosnac[13].

#### La deuxième branche aînée (comtes et ducs de Périgord)
- Gabriel-Marie de Talleyrand-Périgord (1er octobre 1726-1795), l'oncle du ministre Charles-Maurice, comte de Grignols et baron de Mareuil, Grand d'Espagne, dernier gouverneur de Picardie, fut autorisé par le roi Louis XV à porter le titre de comte de Périgord à partir de 1768, après qu'a été reconnue la filiation de sa maison avec celle des anciens comtes de Périgord de la maison de Charroux/Talleyrand. En épousant le 28 décembre 1743 sa cousine Marie Françoise Marguerite de Talleyrand-Périgord (10 août 1727 - ?), seule héritière de son père le prince de Chalais, grand d'Espagne, il reçoit la grandesse d'Espagne de première classe de son beau-père et porte alors aussi le titre de prince de Chalais, nom d'une de ses terres sur laquelle avait été reconnue par le roi de France cette grandesse d'Espagne.
  - Marie-Jeanne de Talleyrand-Périgord (4 août 1747, Versailles - 19 janvier 1792), épouse en 1762 Louis-Marie de Mailly, duc de Mailly (23 novembre 1744 - 6 décembre 1792).
  - Hélie-Charles de Talleyrand-Périgord (3 août 1754 - 31 janvier 1829), comte de Grignols, marquis d'Excideuil et prince de Chalais, grand d'Espagne, fut élevé au titre de 1er duc de Périgord en 1816, pair de France à vie en 1814 puis pair de France héréditaire en 1815. Il épouse le 28 janvier 1778 Elisabeth Marie Charlotte de Poyanne de Baylens (? - 28 février 1828)
    - Louise de Talleyrand-Périgord (19 février 1786 - 29 novembre 1789).
    - Augustin Marie Hélie Charles de Talleyrand-Périgord (10 janvier 1788 - 11 juin 1879), 2e duc de Périgord, comte de Grignols, marquis d'Excideuil, prince de Chalais, pair de France et grand d'Espagne à partir de 1829. Il épouse le 22 juin 1807 Apolline Marie Nicolette fille de César-Hippolyte de Choiseul-Praslin (7 décembre 1789 - 17 avril 1866)
      - Alix de Talleyrand-Périgord (4 novembre 1808 - 21 septembre 1842), épouse le 27 janvier 1829) Pierre d'Arenberg (2 octobre 1790 - 27 septembre 1877) 1er duc français d'Arenberg.
      - Hélie Louis Roger de Talleyrand-Périgord (23 novembre 1809 - 8 avril 1883), 3e et dernier duc de Périgord, comte de Grignols, marquis d'Excideuil, prince de Chalais et grand d'Espagne à partir de 1879, épouse Elodie Pauline Victorine de Beauvilliers de Saint-Aignan (1811 - 29 décembre 1834), fille du dernier duc de Saint-Aignan
        - Emma Virginie de Talleyrand-Périgord (27 mai 1833 - 21 août 1861), épouse Marie-Gabriel de Choiseul-d'Aillecourt (sans postérité)

      - Paul Adalbert René de Talleyrand-Périgord (23 novembre 1811 - 24 septembre 1879), épouse en 1853 Cécile-Amicie Rousseau de Saint-Aignan (? - 7 février 1854)
        - Cécile Charlotte Marie de Talleyrand-Périgord (8 janvier 1854 - 11 décembre 1890, Pau), héritière de la grandesse d'Espagne, épouse le 10 mai 1873 Laure Henri Gaston de Galard de Béarn[15] (9 juillet 1840 - 18 juin 1893), dit le comte de Béarn, prince de Béarn et Viana, marquis de Brassac.
          - Henri, François, Bernard, Pierre et Odon[16]

    - Alexandre de Talleyrand-Périgord (24 octobre 1789).

  - Adalbert Charles de Talleyrand-Périgord (1er janvier 1758 - 13 décembre 1841), dit le comte de Périgord, épouse en 1775 Mary Saint Leger (en) (1755 - 17 août 1830, Paris).
  - Augustin Louis de Talleyrand-Périgord.

#### La deuxième branche cadette (comtes et ducs de Talleyrand)
- Charles-Daniel de Talleyrand-Périgord, dit le comte de Talleyrand (1734-1788), frère cadet de Gabriel-Marie de Talleyrand-Périgord souche de la branche aînée, colonel du régiment des Grenadiers de France (1753-1762) puis du régiment de cavalerie Royal-Piémont, chevalier de Saint-Michel en 1776, lieutenant général en 1784, marié avec Victoire Éléonore Alexandrine de Damas d'Antigny (8 août 1728, Arnay le Duc - le 24 juin 1809).
  - Charles-Maurice de Talleyrand-Périgord (1754 - 1838), prince de Bénévent et de Talleyrand, ministre
    - Descendance illégitime.

  - Archambaud de Talleyrand-Périgord (1762 - 1838),
    - Branche des ducs de Talleyrand.

  - Boson de Talleyrand-Périgord (1764 -1830),
 marié à Charlotte Louise Madeleine de Boffin d'Argenson
    - Georgine Louise Victoire de Talleyrand-Périgord (1801-1868) épouse de Charles-Philippe de Preissac, duc d'Esclignac (1790 - 1873) d’où postérité.

##### La descendance illégitime du prince de Talleyrand
« Dans ma lignée, nous sommes bâtards de mère en fils depuis trois générations. Je suis arrière-petit-fils de roi, petit-fils d’évêque, fils de reine et frère d’empereur, et tout cela est naturel. »

— Charles de Morny, petit-fils de Charles-Maurice de Talleyrand-Périgord.
- Charles-Maurice de Talleyrand-Périgord, prince de Bénévent, puis prince de Talleyrand (1754 - 1838), diplomate, homme politique, ministre, fils aîné de Charles-Daniel. Il n'eut pas de descendance de son mariage, le 10 septembre 1802, avec Catherine Noël Worlee (1762-1834 ; alias Mme Grand par son 1er mariage). Il est présumé avec plus ou moins de certitude le père d'un certain nombre d'enfants de ses maîtresses.
  - liaison avec Adélaïde de Flahaut (dont le père s'il n'est son père légitime ou un fermier général serait le roi Louis XV)
    - Charles de Flahaut (1785 - 1870), comte de Flahaut, parenté reconnue.
      - épouse Margaret Mercer Elphinstone (12 juin 1788 - 11 novembre 1867), baronne Keith et lady Nairn.
        - Emily de Flahaut (16 mai 1819 - 25 juin 1895), lady Nairn, épouse Henry Petty-FitzMaurice (1816-1876), marquis de Lansdowne
        - Clémentine de Flahaut (1821 - 1836)
        - Georgiana de Flahaut (1822 - 16 juillet 1907), épouse Charles Jean Martin Félix de Lavalette (25 octobre 1806 - 2 mai 1881).
        - Adélaïde de Flahaut (1824-1841).
        - Sarah de Flahaut (1825-1853).

      - liaison avec Anna Potocka (nièce de Józef Antoni Poniatowski)
        - (illégitime, V. Famille Poniatowski)

      - liaison avec Hortense de Beauharnais (1783 – 1837), reine de Hollande et mère de Napoléon III
        - Charles Auguste Louis Joseph de Morny (1811-1865), duc de Morny, parenté reconnue.
          - mariage avec Sophie Troubetskoya
            - Charlotte-Louise Marie Eugénie de Morny (19 janvier 1858 - 1883) épouse en 1877 José Maria Osorio, comte de la Corzana (21 août 1854 - 1919)
            - Auguste-Charles Louis Valentin de Morny (25 novembre 1859, Paris), duc de Morny, épouse en 1886 Carlotta Guzman Blanco (29 mars 1868 - 4 juin 1939).
              - Auguste Charles Antoine Serge Marcel de Morny (1889-1935), duc de Morny.
              - Ana Teresa de Morny (1890-1924).
              - Antoine Charles Napoléon Joachim Marie de Morny (1896-1943), duc de Morny,

            - Simon-André Nicolas Serge de Morny (26 novembre 1861 - 1922)
            - Sophie-Mathilde Adèle Denise Missy de Morny (26 mai 1862 - 29 juin 1944), épouse Jacques Godart de Belbeuf (27 mai 1850 - 22 janvier 1906), divorcés.

          - liaison avec Fanny Mosselman, épouse du comte Charles Le Hon
            - Louise-Léopoldine Le Hon (1838-1931), parenté largement reconnue, épouse Stanislas Poniatowski (1835-1906) : le ministre Michel Poniatowski en descendait.

          - liaison avec Judith-Julie Bernardt (1821-1876), dite Youle
            - Sarah Bernhardt (1844-1923), parenté très hypothétique.

          - liaison avec Léocadie Bogaslawa Zelewska, épouse de Ernest Feydeau
            - Georges Feydeau (1862 - 1921), parenté supposée.

          - liaison avec une inconnue.
            - Henri-Robert (1863-1936).

  - liaison avec Catherine Worlee (Mme Grand), avant leur mariage.
    - Charlotte, née Élisa Alix Sara (1799-1873) (pupille de Talleyrand, filiation putative avec Charles-Maurice et Catherine), épouse en 1814, Alexandre-Daniel baron de Talleyrand-Périgord (1776-1839), pair de France (1838).

  - liaison avec Dorothée de Courlande (1793-1862)
    - Pauline de Talleyrand-Périgord (1820-1890), parenté supposée, épouse en 1839 Henri de Castellane (1814-1847).

La paternité supposée de Talleyrand vis-à-vis du peintre Eugène Delacroix, à la suite d'une liaison imaginée avec Victoire Œben (Madame Charles Delacroix), est très contestée.

##### La deuxième branche cadette (ducs de Talleyrand)
- Archambaud de Talleyrand-Périgord (1762 - 1838), dit le duc de Talleyrand, frère cadet du ministre et prince Charles-Maurice, époux de Madeleine Henriette Sabine Olivier de Senozan de Virville (1764 - 1794).
  - Louis de Talleyrand-Périgord (1784 - 1808) (sans alliance)
  - Françoise Xavière Mélanie Honorine de Talleyrand-Périgord  (1785 - 1863) mariée le 11 avril 1803 avec Just de Noailles, duc de Mouchy (1777-1846)
  - Alexandre Edmond de Talleyrand-Périgord , 2e(1817) duc de Talleyrand (1787-1872), chevalier[18] puis commandeur[19] de l'ordre royal et militaire de Saint-Louis, marié en 1809 avec Dorothée de Courlande (1793-1862), duchesse de Dino, duchesse de Sagan
    - Napoléon-Louis de Talleyrand-Périgord, 3e (1872) duc de Talleyrand (1811-1898), dit le « duc de Valençay », marié en 1829 avec Anne Louise Alix de Montmorency (1810-1858), fille du 4e duc de Montmorency, puis en 1861 avec Rachel Elisabeth Pauline de Castellane (1823-1895) (voir famille de Castellane)
      - Caroline Valentine de Talleyrand-Périgord (1830-1913), mariée en 1852 avec le vicomte Vincent Charles Henri d'Etchegoyen (1818-1885)
      - Charles Guillaume Frédéric Boson de Talleyrand-Périgord (1832-1910), 4e duc de Talleyrand, duc de Sagan marié en 1858 avec Anne Alexandrine Jeanne Marguerite Seillière (1839-1905)
        - Marie Pierre Camille Louis Hély de Talleyrand-Périgord (1859-1937), 5e duc de Talleyrand, 5e duc de Sagan, 5e duc de Dino en 1917 à la suite de son cousin Maurice décédé sans postérité[1],[20],[21]. marié en 1908 avec Anna Gould (1875-1961)
          - Howard (1909-1929)
          - Helen Violette de Talleyrand-Périgord (1915-2003), dite « duchesse de Sagan », mariée en 1937 avec le comte James de Pourtalès (1911-1996), puis avec Gaston Palewski (1901-1984).
            - Hélie de Pourtalès de Talleyrand-Périgord (1938) (autorisé à ajouter de Talleyrand-Périgord en 2005 à son nom) dont postérité.
            - Anna de Pourtalès (1944-), dont postérité.
            - Charles de Pourtalès (1945-2011), dont postérité (3 filles).

        - Paul Louis Marie Archambault Boson de Talleyrand-Périgord (1867-1952), 6e duc de Talleyrand, 6e duc de Sagan, 6e duc de Dino[1],[3],[22], dit  « duc de Valençay », marié avec Helen Morton (1876), puis avec Silvia Victoria Rodriguez de Rivas y Diaz de Erazo (1909-2001, veuve du comte Henri de Castellane) et enfin, le 16 janvier 1950, avec Antoinette Marie Joséphine Morel[23] (1909-),

      - Marie Pauline Yolande de Talleyrand-Périgord (1833)
      - Nicolas Raoul Adalbert de Talleyrand-Périgord, duc de Montmorency (1837-1915) marié en 1866 avec Ida Marie Carmen Aguado y Mac Donnel (1847-1880)
        - Napoléon Louis Eugène Alexandre Anne Emmanuel de Talleyrand-Périgord, duc de Montmorency (1867-1951), marié avec Anne de Rohan-Chabot (1873-1903), puis avec Cecilia Ulman (1863-1927) et enfin avec Gabrielle Ida Lefaivre (1896-).

      - Dorothée (dite Dolly) de Talleyrand-Périgord (1862-1948) mariée en 1881 avec le prince Charles-Egon IV von und zu Fürstenberg, puis en  1898 avec Jean de Castellane (1868-1965)

    - Alexandre-Edmond de Talleyrand-Périgord (1813-1894), 3e duc de Dino (1838), marquis de Talleyrand, marié en 1839 avec Marie Valentine Joséphine de Sainte-Aldegonde (1820-1891)
      - Clémentine Marie Wilhelmine de Talleyrand-Périgord (1841-1881), mariée en 1860 avec le comte Alexandre Orlowski (1816-1893), dont postérité
      - Maurice de Talleyrand-Périgord (1843-1917), 4e duc de Dino, 2e marquis de Talleyrand, marié en 1867 avec Elisabeth Beers Curtis (1847-)
        - Pauline Marie Palma de Talleyrand-Périgord (1871-1952), mariée en 1890 avec Mario, prince Ruspoli, prince de Poggio-Suasa (1867-1963), dont postérité

      - Elisabeth Alexandrine Florence de Talleyrand-Périgord (1844-1880), mariée en 1863 avec le comte Hans d'Oppersdorff (1832-1877), dont postérité
      - Archambaud Anatole Paul de Talleyrand-Périgord (1845-1918) 3e marquis de Talleyrand, duc de Dino, marié en 1876 avec Marie de Gontaut-Biron-Saint-Blancard (1847-1922)
        - Anne-Hélène de Talleyrand-Périgord (1877-1945), mariée en 1907 avec Edouard Gonzalez de Andia y Dreyfus, comte de Premio Real (1876-1941), parents de Louis, Jean et Alexandrine, morts sans postérité.
        - Félicie de Talleyrand-Périgord (1878-1981), mariée à Louis Gonzalez de Andia y Dreyfus, marquis de Villahermosa (1874-1965)
          - Manuel Gonzalez de Andia y Talleyrand-Périgord (1909-2005), mariée à María de las Mercedes de Elío (1909-2004) dont postérité.
          - Marie-Louise Gonzalez de Andia y Talleyrand-Périgord (1910-1997), mariée à Pierre de Faydit de Terssac (1892-1964), dont postérité.
          - Charles Gonzalez de Andia y Talleyrand-Périgord (1912-2000), marié à Henriette Heugel dont postérité puis à  Claire Guillemet

        - Hélie de Talleyrand-Périgord (1882-1968), 7e et dernier duc de Talleyrand,  dernier Dino et de Sagan[1], marié en 1938 avec Lela Emery (1901-1962).
        - Alexandre de Talleyrand-Périgord (1883-1925), dit le comte de Talleyrand, marié en 1914 avec Anne-Marie Röhr.

    - Joséphine Pauline de Talleyrand-Périgord (1820-1890) (paternité controversée), mariée en 1839 avec Henri de Castellane (1814-1847) (cf. Famille de Castellane).

#### La troisième branche cadette (barons et comtes de Talleyrand-Périgord)
- Louis-Marie de Talleyrand-Périgord (11 octobre 1738 - 7 août 1809), oncle du ministre et prince Charles-Maurice, frère puîné de Gabriel-Marie et Charles-Daniel de Talleyrand-Périgord, époux de Louise Fidèle Durand de Saint Eugène-Montigny (1751).
  - Louis Augustin de Talleyrand-Périgord, comte de Talleyrand-Périgord (19 février 1770, Paris - 20 octobre 1832, Milan), pair de France, membre de la maison du Roi, chevalier de Saint-Louis[24], épouse le 21 août 1804 Caroline Jeanne Julienne d'Argy (1791, Auray - 23 mars 1847, Breuilpont)
    - Ernest de Talleyrand-Périgord, comte de Talleyrand-Périgord (17 mars 1807, Orléans - 22 janvier 1871, Bruxelles), épouse le 13 octobre 1830 à Paris Marie Louise Aglaé Suzanne Le Peletier de Mortefontaine (14 août 1811 - 25 septembre 1893)
      - Marie Louise Marguerite de Talleyrand-Périgord (29 mars 1832, Paris - 3 juin 1917, Paris), épouse le 29 septembre 1851 à Paris le prince Henri Charles Louis Maximilien Joseph Lamoral de Ligne (16 octobre 1824, Paris - 27 novembre 1871, Beloeil), d'où le prince Ernest de Ligne

    - Adalbert Réné de Talleyrand-Périgord (7 septembre 1808, Orléans - mort en bas âge)
    - Louis Marie de Talleyrand-Périgord, comte de Talleyrand-Périgord (2 juillet 1810, Orléans - 25 février 1881) épouse le 23 mai 1839 Stéphanie Marie Louise Agnès Alexandrine de Pomereu (18 juillet 1819-26 février 1855, Breuilpont), puis le 30 juillet 1868 Marie-Thérèse Lucie de Brossin de Méré (1838)
      - Eugène de Talleyrand-Périgord (6 janvier 1841 - 19 mai 1864)

    - Eugène de Talleyrand-Périgord (12 octobre 1812, Berne)
    - Augustin de Talleyrand-Périgord (14 juin 1817, Berne - mort en bas âge)
    - Caroline de Talleyrand-Périgord (2 septembre 1823, Berne - morte en bas âge)

  - Anatole Marie Jacques de Talleyrand Périgord (17 juin 1772 - après 1815), membre de la maison du Roi, chevalier de l'Ordre royal et militaire de Saint-Louis[24]
  - Alexandre-Daniel de Talleyrand-Périgord, baron de Talleyrand-Périgord (22 février 1776, Paris - 3 juillet 1839), pair de France (1838) épouse Charlotte (née Elisa Alix Sara, de parents inconnus) (1799-1873), pupille de Charles-Maurice de Talleyrand-Périgord et sa fille putative.
    - Alix de Talleyrand-Périgord (1815 - 18 juillet 1829, Nevers)
    - Charles Angélique de Talleyrand-Périgord, baron de Talleyrand-Périgord (8 novembre 1821 - 29 février 1896), sénateur, épouse le 11 juin 1862 Véra de Bénardaky († 24 décembre 1919)
      - Marie Marguerite de Talleyrand-Périgord (1863), épouse Marie Ferdinand François Adhémar de Brotty d'Antioche (9 novembre 1852, Berlin - 9 février 1890)
      - Na de Talleyrand-Périgord (1867 -)

    - Archambaud de Talleyrand-Périgord (1824 - mort en bas âge), jumeau de la suivante :
    - Marie-Thérèse de Talleyrand-Périgord (2 février 1824 - 1907), épouse en 1842 sir John Stanley-Massey-Stanley, puis Errington, 12th baronet, of Hooton (en) (avril 1810 - 19 mars 1893)
    - Louis Alexis Adalbert de Talleyrand-Périgord (le 25 août 1826, Paris - 8 novembre 1872, Castres), lieutenant-colonel au 7e Régiment de Hussards, officier de la Légion d'Honneur (11 mars 1868), épouse le 10 mars 1868 à Paris Marguerite Françoise Charlotte Yvelin de Béville (24 août 1840 - 26 octobre 1909).
      - Charlotte Louise Marie-Thèrèse de Talleyrand-Périgord (4 juin 1869, Paris - 16 novembre 1943, Paris), épouse le 27 juillet 1893 à Paris Armand Charles Marie Vallet de Villeneuve-Guibert (8 novembre 1858, Châlons sur Marne - 14 novembre 1911, Paris), arrière-petit-fils de René Vallet de Villeneuve et arrière-arrière-petit-fils de Jacques Antoine Hippolyte de Guibert.
      - Charlotte Louise Marie Adalberte de Talleyrand-Périgord (13 février 1873, Paris - 24 mai 1972, Paris)

## Titres et distinctions

### Première branche aînée
- Comte (1613) de Grignols (lettres patentes du 6 septembre 1613)[1],[3] ;
- marquis d'Excideuil (lettres patentes du 6 septembre 1613)[1],[3] ;
- Prince de Chalais : Charles Talleyrand, seigneur de Grignols (†vers 1468) fut le premier à prendre le titre de prince de Chalais par héritage de la famille de Chalais. La branche titrée prince de Chalais (titre espagnol) et grand d'Espagne de première classe par cédule royale de 1714 (reconnue en France en I722) s'éteignit en 1890. Le titre et la grandesse passèrent dans la famille de Galard-Béarn[1],[3] ;
- Baron de Mareuil, par héritage de la maison de Montluc.

### Deuxième branche aînée (1726-1883)
- Pair de France (1814)[1],[3] ;
- Duc-Pair héréditaire (1817)[1],[3].
- Duc de Périgord par lettres patentes de 1818 et 1827[1],[3].

### Deuxième branche cadette (1734-1968)

#### Rameau aîné (1734-1952)
- Prince-duc souverain de Bénévent (1806) pour Charles-Maurice de Talleyrand-Périgord ;
- Duc de Talleyrand (1815), éteint en 1968 ;
- Duc de Dino (Deux-Siciles, 1815), éteint en 1968 avec Hélie de Talleyrand-Périgord (1882-1968), 7e et dernier duc de Talleyrand, 9e et dernier duc de Dino (1952) et de Sagan (1952). Sans postérité de son mariage en 1938 avec Lela Emery[1].

À la mort sans postérité, en 1968, du dernier duc de Dino, sa sœur Félicie de Talleyrand-Périgord se déclare « duchesse de Dino » (titre irrégulier). En 1972, son fils aîné, Don Manuel de Andia y Talleyrand-Périgord, marquis de Vilahermosa († 2005), prend le titre de « duc de Dino » (il aurait obtenu en 1975 une « confirmation » de ce titre de la part de l'ex-roi d'Italie, Umberto II, mais celle-ci est dépourvue de valeur légale, venant d'un prétendant non régnant). Après lui, sa fille aînée Dona Maria Luisa de Andia y Elio, mariée a S.E Don Luis de Villegas, ambassadeur d'Espagne, fils du général gouverneur de Navarre, s'intitule « duchesse de Dino ». En 2015 son fils Don Javier de Villegas y Gonzalez de Andia se dit également « duc de Dino ».
- Duc de Sagan, par investiture du 6 janvier 1845 et par ordonnance du 19 juin 1846 de Frédéric-Guillaume III de Prusse en tant que duc de Silésie qui confirma le titre de duchesse de Sagan à Dorothée von Biron avec dévolution à ses descendants mâles par ordre de primogéniture. De son mariage en 1809 avec Edmond de Talleyrand-Périgord (2e duc de Talleyrand, ), elle eut :
  - Napoléon-Louis de Talleyrand-Périgord qui à la mort de sa mère la duchesse de Sagan en 1862, obtint l'autorisation de porter en France ce titre étranger par décret impérial du 16 octobre 1862. Il s'agissait d'une confirmation à titre personnel comme pour tout titre étranger[26], mais le titre de duc de Sagan continua néanmoins d'être porté en France comme titre étranger par son fils :
    - Boson de Talleyrand-Périgord (4e duc de Talleyrand, 1832-1910) et ses petits-fils :
      - Hélie de Talleyrand-Périgord (5e duc de Talleyrand, 1859-1937) et Boson de Talleyrand-Périgord (6e duc de Talleyrand, 1867-1952)
      - puis par Helie de Talleyrand-Périgord (1882-1968, 7e et dernier duc de Talleyrand), cousin des précédents, avec lequel le titre de duc de Sagan s'éteignit définitivement en 1968[1]. Néanmoins, Violette de Talleyrand-Périgord, fille d'Hélie (5e duc de Talleyrand et 7e duc de Sagan et de Dino) et sœur d'Howard (8e duc de Sagan) continua à porter le titre de duchesse de Sagan jusqu'à sa mort en 2003.
- Prince de Sagan : titre étranger (prussien) concédé par les diplômes de 1845 et 1846 aux fils aînés des ducs de Sagan et autorisé en France le 3 mars 1859 par Napoléon III à titre personnel en faveur de Boson de Talleyrand-Périgord[27].

#### Second rameau cadet (1837-1951)
- Ducs de Montmorency par décret impérial du 14 mars 1864 de Napoléon III (éteint en 1951)[1],[3].

### Troisième branche cadette (1738-1896)

#### Rameau aîné (1738-1881)
- Comte de l'Empire (1810)[1],[3] ;
- Pair de France (1815) (1838) (1847)[1],[3] ;
- Comte-Pair héréditaire (1818)[1],[3].

#### Rameau cadet (1776-1896)
- Barons de Talleyrand-Périgord (1806)[1],[3].

## Armes
| Figure | Blasonnement |
|        | Armes De gueules aux trois lionceaux d'or armés, lampassés et couronnés d'azur (qui est Talleyrand-Périgord). DeviseRE QUE DIOU. |
|        | Armes (sous l'Empire) Parti : au I de gueules aux trois lionceaux d'or armés, lampassés et couronnés d'azur (qui est Talleyrand-Périgord) ; au II d'or au sanglier sanglier passant de sable chargé sur le dos d'une housse d'argent (qui est Bénévent) ; au chef des Princes souverains d'Empire brochant sur la partition., |
|        | Armes (sous la Restauration) De gueules aux trois lionceaux d'or armés, lampassés et couronnés d'azur (qui est Talleyrand-Périgord). |

## Demeures
- Château de Valençay
- Château de Chalais
- Château de Sagan, aujourd'hui Zagan (Pologne)[32]
- Château de Günthersdorf (de), aujourd'hui Zatonie (Pologne)[33]
- Château de Rochecotte
- Château du Marais

## Pour approfondir